# Alexander Wladimirowitsch Raswosow

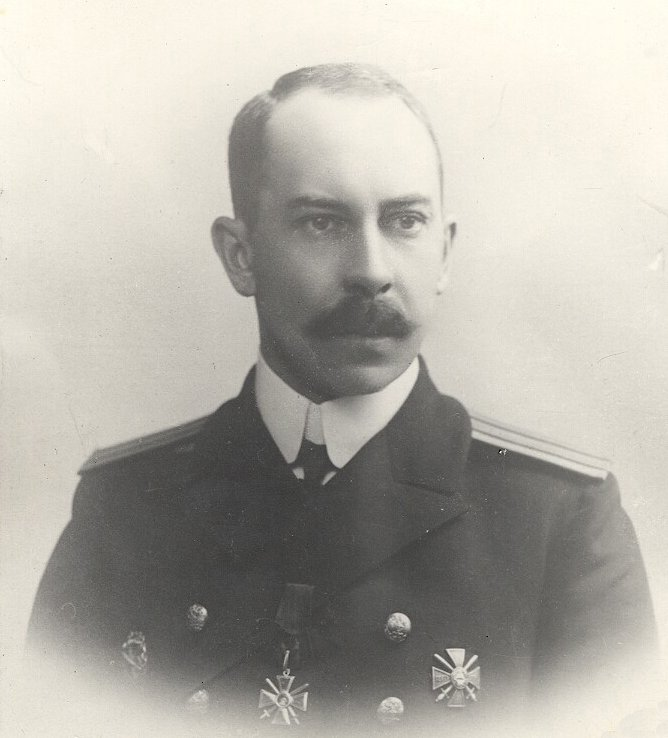
Alexander Wladimirowitsch Raswosow

Alexander Wladimirowitsch Raswosow (russisch Александр Владимирович Развозов; wissenschaftliche Transliteration Aleksandr Vladimirovič Razvozov, * 27. Juli 1879 in Reval; † 14. Juni 1920 in Petrograd) war ein russischer Marineoffizier und Admiral. Er war der letzte Befehlshaber der russischen Baltischen Flotte vor der Oktoberrevolution.

## Leben
Raswosow entstammte einer Marineoffiziersfamilie aus Sankt Petersburg. 1898 graduierte er auf der Marinekadettenschule, erhielt den Rang eines Mitschman und nahm in den Jahren 1899–1900 auf dem Kreuzer Gerzog Edinburgskij an Auslandsreisen teil. Von 1900 bis 1901 wurde er zum Minenoffizier ausgebildet und diente danach als Minenoffizier 2. Klasse auf dem Linienschiff Retwisan. Mit diesem wurde er 1902 von Kronstadt in den Fernen Osten verlegt und auf der Reise zum Leutnant zur See befördert. Zum Minenoffizier 1. Klasse ernannt, nahm er im Russisch-Japanischen Krieg an der Belagerung von Port Arthur teil und kämpfte auch in der Schlacht im Gelben Meer. Da er sich nach dem Fall Port Arthurs nicht auf Ehrenwort zum Verzicht auf weitere Kampfhandlungen gegen Japan verpflichtete, geriet er in Kriegsgefangenschaft und kehrte erst 1906 mit den letzten Gefangenen nach Russland zurück. Bis 1907 war Raswosow Lehrer an der Marineschule in Kronstadt, danach wurde er Erster Offizier auf dem neuen Panzerkreuzer Rurik und zum Oberleutnant befördert. 1909 wurde er Stabsoffizier, bevor er 1911 den Zerstörer Buini übernahm und am 6. Dezember 1912 zum Kapitän Zweiten Ranges ernannt wurde. Ab 1913  führte Raswosow den Zerstörer Ussurijez, danach übernahm er das Kommando über die 5. Zerstörerdivision und ab Mai 1915 die 9. Zerstörerdivision, wo er die Beförderung zum Kapitän Ersten Ranges erhielt. Ab 1916 kommandierte er die 2. Zerstörerdivision und wurde am 6. März 1917 zum Leiter der Minenabteilung der Baltischen Flotte ernannt, bevor er am 6. Juli des gleichen Jahres nach der Februarrevolution als sechster Befehlshaber seit Beginn des Ersten Weltkrieges das Kommando über die Baltische Flotte erhielt. Bereits am 18. Juli erfolgte die Beförderung zum Konteradmiral. Im Oktober 1917 führte Raswosow den Oberbefehl über die russischen Seestreitkräfte während des deutschen Unternehmens Albion, konnte aber den Verlust der Baltischen Inseln nicht verhindern. Mit Ausbruch der Oktoberrevolution unterstellte sich Raswosow ab dem 20. November dem Oberkommando der Bolschewiki und wurde am 5. Dezember von seinem Posten entbunden, übernahm dafür ab dem 12. März 1918 aber die Stellung des Chefs der Baltischen Flotte. Schon am 20. März wurde er jedoch auch dieses Kommandos mit der Begründung enthoben und verhaftet, dass er sich nicht an die Dekrete des Rates der Volkskommissare binden und dem Marinekommissariat unterstellen lassen wollte. Kurz darauf wurde er wieder freigelassen und arbeitete in der Kommission für Marinegeschichte des Marinearchivs an der Darstellung der russischen Marineunternehmungen im Ersten Weltkrieg. Im September 1919 wurde er erneut von der Tscheka unter dem Vorwurf der Verschwörung verhaftet und im Petrograder Kresty-Gefängnis inhaftiert, angeblich soll der weiße Befehlshaber General Judenitsch ihm für den Fall der Einnahme Petrograds erneut den Posten des Befehlshabers der Baltischen Flotte angeboten haben.

## Tod
Raswosow starb am 14. Juni 1920 im Krankenhaus des Petrograder Kresty-Gefängnisses an den Folgen nachlässiger Pflege nach einer Blinddarmoperation. Er wurde auf dem Smolensker Friedhof in Sankt Petersburg beigesetzt.

## Auszeichnungen
- Orden des Heiligen Wladimir, IV. Klasse mit Schwertern und Bogen
- Russischer Orden der Heiligen Anna,  II. Klasse mit Schwertern
- Orden der Heiligen Anna, IV. Klasse mit Aufschrift „Für Tapferkeit“
- Orden des Heiligen Stanislaus, II. Klasse mit Schwertern
- Ritter der Ehrenlegion
- Schwert des Georgsordens
- Auszeichnungen Montenegros und Dänemarks

| Personendaten    | Personendaten                               |
| ---------------- | ------------------------------------------- |
| NAME             | Raswosow, Alexander Wladimirowitsch         |
| ALTERNATIVNAMEN  | Развозов, Александр Владимирович (russisch) |
| KURZBESCHREIBUNG | russischer Seeoffizier und Admiral          |
| GEBURTSDATUM     | 27. Juli 1879                               |
| GEBURTSORT       | Sankt Petersburg                            |
| STERBEDATUM      | 14. Juni 1920                               |
| STERBEORT        | Petrograd                                   |